# Фрешейринья
Фрешейринья (порт. Frecheirinha)  —  муниципалитет в Бразилии, входит в штат Сеара. Составная часть мезорегиона Северо-запад штата Сеара. Входит в экономико-статистический  микрорегион Кореау. Население составляет 13 405 человек на 2006 год. Занимает площадь 181,240 км². Плотность населения — 74,0 чел./км².
Праздник города —  25 марта.

## История
Город основан 25 марта 1955 года. 

## Статистика
- Валовой внутренний продукт на 2003 составляет 22.844.464,00 реалов (данные: Бразильский институт географии и статистики).
- Валовой внутренний продукт на душу населения на 2003 составляет 1.801,05 реалов (данные: Бразильский институт географии и статистики).
- Индекс развития человеческого потенциала на 2000 составляет 0,605 (данные: Программа развития ООН).

## География
Климат местности: жаркий.